# Mezo
Mezo is een historisch motorfietsmerk.
Mezo: Medinger & Zoglmann Motorradbau, later Motorradhaus Medinger, Wenen (1923-1926).
Medinger was een Oostenrijkse coureur die Engelse motorblokken importeerde en daarmee motorfietsen bouwde. Hij leverde machines met Villiers-motoren van 172 en 247 cc en JAP-zij- en kopkleppers van 293, 346 en 490 cc. De productie was echter beperkt. Zie ook WKB.